# Dif
Dif was een jaarlijkse publicatie die voor het eerst in 2003 verscheen. Initiatiefnemer van Dif was de journalist Fons Burger. De laatste editie werd in 2008 uitgebracht en had als thema 'het einde'.
In edities van ongeveer 500 pagina's werkten prominente schrijvers, journalisten, fotografen, illustratoren en kunstenaars samen rond actuele thema’s. Dif, met de ondertitel "Maakt het verschil", publiceerde werk van onder anderen fotografen als Erwin Olaf, Anton Corbijn, Vincent van de Wijngaarden, Peter Martens en Patrovsky & Ramone. Daarnaast bevatte het teksten van auteurs zoals Herman Brusselmans, Francisco van Jole en Wilfried de Jong en kunst van onder anderen Jim Cheung, Terry Rodgers en Raoul de Leo. De interviews omvatten gesprekken met bekende personen zoals Johan Cruijff, Ruud Lubbers, Antonie Kamerling, Isa Hoes en Michael Moore.
Dif werd gepresenteerd als een 'bookazine' (magazine ter grootte van een book) en richtte zich op uitgebreide journalistieke artikelen, literatuur en fotoreportages. Financieel bleek het format uiteindelijk niet rendabel, waardoor in 2008 de laatste editie verscheen.